# Maison Jean de Brion
La maison de Jean de Brion, est un hôtel particulier situé aux Baux de Provence, dans les Bouches-du-Rhône.

## Historique
Le bâtiment est classé au titre des monuments historiques depuis le 20 juin 1908. Il a notamment été restauré par le typographe et graveur Louis Jou. De nos jours, a « fondation Louis Jou » y regroupe l'œuvre de cet artiste